# アルクチチェスキー・インスチトゥート諸島
アルクチチェスキー・インスチトゥート諸島（アルクチチェスキー・インスチトゥートしょとう、ロシア語: Острова Арктического института）は、北極海の一部であるカラ海に位置するロシア連邦領の3つの島から構成されている島嶼群である。

## 地理
諸島周辺は夏でも流氷に覆われている。

### 島
- ボリショイ島(Остров Большой)
- マーリ島(Остров Малый)
- シドロヴァ島(Остров Сидорова)